# Little Sioux (Iowa)
Little Sioux es una ciudad ubicada en el condado de Harrison en el estado estadounidense de Iowa. En el Censo de 2010 tenía una población de 170 habitantes y una densidad poblacional de 176,92 personas por km².

## Geografía
Little Sioux se encuentra ubicada en las coordenadas 41°48′30″N 96°1′39″O / 41.80833, -96.02750. Según la Oficina del Censo de los Estados Unidos, Little Sioux tiene una superficie total de 0.96 km², de la cual 0.96 km² corresponden a tierra firme y (0%) 0 km² es agua.

## Demografía
Según el censo de 2010, había 170 personas residiendo en Little Sioux. La densidad de población era de 176,92 hab./km². De los 170 habitantes, Little Sioux estaba compuesto por el 100% blancos, el 0% eran afroamericanos, el 0% eran amerindios, el 0% eran asiáticos, el 0% eran isleños del Pacífico, el 0% eran de otras razas y el 0% pertenecían a dos o más razas. Del total de la población el 2.35% eran hispanos o latinos de cualquier raza.